# Gustave Gingras
Pour les articles homonymes, voir Gingras.
Gustave Gingras (18 janvier 1918 - 9 mai 1996) était un médecin québécois. Il a fondé l'Institut de réadaptation de Montréal en 1949.

## Biographie
Né à Montréal (Québec), il a étudié la médecine à l'Université de Montréal après l'obtention de son baccalauréat ès arts au Collège Bourget de Rigaud, au Québec.
En 1942, il s'est joint au corps médical de l'armée canadienne et a servi à l'étranger pendant la Seconde Guerre mondiale. Là, il a étudié la neurochirurgie en tant que stagiaire au Canadian Neurosurgical and Plastic Surgery Hospital  (Hôpital canadien de neurochirurgie et de chirurgie plastique) de Basingstoke, en Angleterre.
À son retour au Canada, il a été inspiré par le Dr Wilder Penfield, neurochirurgien à Montréal, pour aider les vétérans paraplégiques et quadriplégiques.
En tant qu'expert en réadaptation des personnes handicapées, il a été consultant auprès de l'Organisation mondiale de la santé, des Nations unies, de la Croix-Rouge canadienne et de l'Agence canadienne de développement international.
Il a été président de l'Association médicale canadienne de 1972 à 1973.
Il a été chancelier de l'Université de l'Île-du-Prince-Édouard de 1974 à 1982.

## Honneurs
- En 1967, il a reçu un doctorat honorifique de l'Université Sir George Williams[1], qui deviendra plus tard l'Université Concordia
- En 1967, il a été nommé officier de l'Ordre du Canada.
- En 1972, il a été promu compagnon de l'Ordre du Canada.
- En 1998, il a été intronisé au Temple de la renommée médicale canadienne.
- Il est aussi chevalier du Très vénérable ordre de Saint-Jean.